# Scuola elementare Alda Costa
La scuola elementare "Alda Costa" è un edificio di origine novecentesca che si trova a Ferrara in via Gaetano Previati al numero civico 31.

## Storia

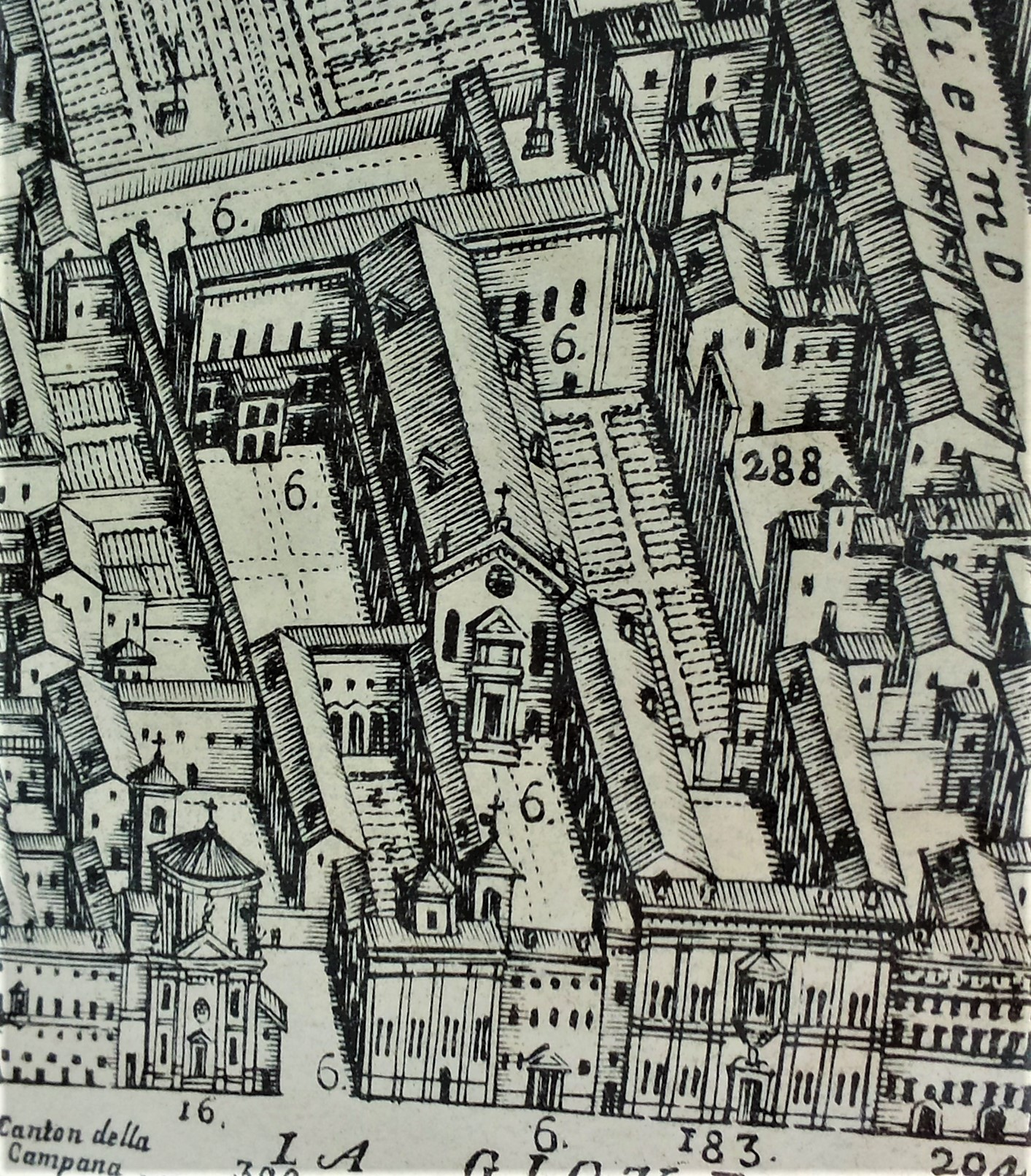
Area dell'ospedale Sant'Anna di Ferrara in un'incisione di Andrea Bolzoni del 1747

L'edificio è stato progettato dall'ingegnere del Comune Carlo Savonuzzi ed è stato costruito fra il 1932 e il 1933 sull'area dove sorgeva sino a pochi anni prima l'ospedale cittadino, trasferito nel 1927 nella nuova sede in corso della Giovecca dove è rimasto fino al 2012.
La costruzione, con le vicine strutture del museo di storia naturale, del conservatorio Girolamo Frescobaldi e del complesso Boldini, fa parte di un'opera urbanistica importante nell'ambito dell'Addizione Novecentista che contribuì a riqualificare un'area in parte degradata.
Venne inizialmente intitolata ad Umberto I di Savoia e successivamente, dopo il secondo conflitto mondiale, dedicata alla maestra antifascista e dirigente scolastica Alda Costa.

## Descrizione
L'edificio è un esempio di razionalismo italiano, tipico del periodo nel quale venne costruito. La struttura è in laterizio con impiego del cotto e con numerosi inserti realizzati in pietra grigia e cemento. L'aspetto è monumentale e con molte finestre.
L'elemento caratterizzante è la torre alta circa 37 metri che si inserisce in modo armonico nella facciata.